# Fernando Gaviria
Pour les articles homonymes, voir Gaviria.
Gaviria  Rendón est un nom espagnol. Le premier nom de famille, en général paternel, est Gaviria ; le second, en général maternel, souvent omis, est Rendón.
Fernando Gaviria Rendón, né le 19 août 1994 à La Ceja, dans le département d'Antioquia, est un coureur cycliste colombien, spécialiste du sprint.
Il pratique le cyclisme sur piste et sur route. Il est notamment double champion du monde de l'omnium (2015 et 2016). Sur route, il a remporté deux étapes du Tour de France et cinq du Tour d'Italie, ainsi que le classement par points du Tour d'Italie en 2017.

## Biographie
Fernando Gaviria est issue d'une famille de cycliste. Sa sœur Juliana Gaviria et son beau-frère Fabián Puerta pratiquent le cyclisme sur piste. Il est le père d'un enfant.
En août 2012, il fait partie de la délégation colombienne de six pistards qui voyage jusqu'en Nouvelle-Zélande pour les championnats du monde juniors (moins de 19 ans). Il y remporte deux titres, dans les épreuves de l'omnium et de la course à l'américaine. En omnium, Gaviria termine leader le premier jour, en s'imposant dans la course aux points et en terminant deuxième les deux autres épreuves. Puis, lors de la seconde journée, Gaviria reste hors de portée de Jonathan Dibben et de Tirian McManus, déjà sur le podium provisoire la veille. Dans la course à l'américaine, avec Jordan Parra, ils prennent un tour d'avance en compagnie de trois autres paires. Puis en accumulant dix-huit points, lors des différents sprints, ils circonscrivent la course à un duel avec les Belges. Lors du dernier sprint, ces derniers sont devancés par les Australiens et immédiatement suivis par la doublette colombienne qui se parent ainsi d'or. Pour leurs titres de champion du monde Juniors, la fédération cycliste colombienne récompense Parra et Gaviria, en leur offrant un vélo GW Tourmalet, de dernière génération.

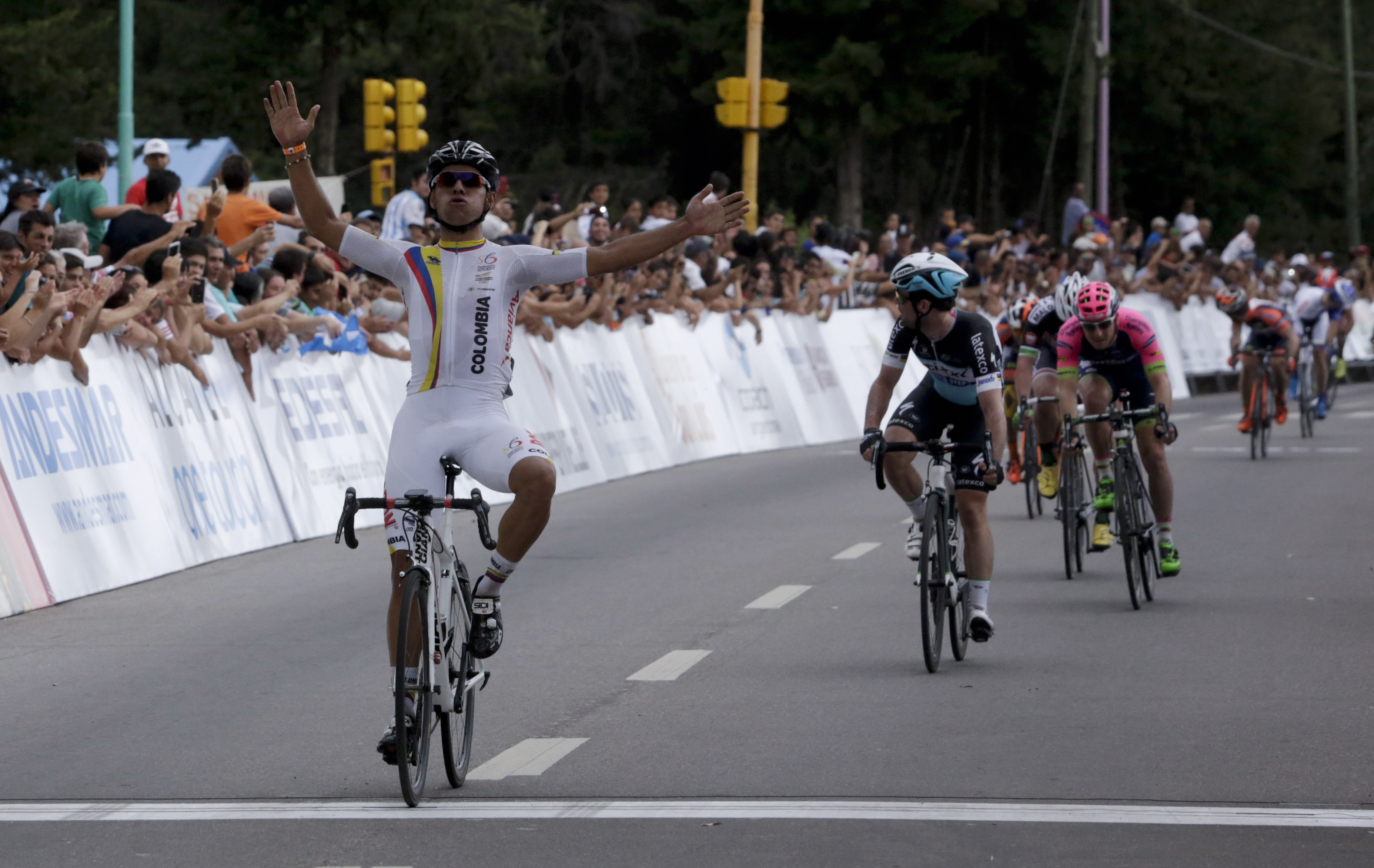
Gaviria remportant une victoire au sprint au Tour de San Luis 2015.

La même année, il devient champion de Colombie du contre-la-montre juniors. Lors de la saison 2013, il s'adjuge la médaille d'or aux championnats panaméricains dans l'épreuve de l'omnium et l'argent en poursuite par équipes. Lors des Jeux bolivariens, il remporte la course sur route.
Il accumule les titres sur l'omnium, dont il devient un spécialiste. En 2014, il gagne la médaille d'or lors des Jeux sud-américains et des Jeux d'Amérique centrale et des Caraïbes. Lors de ces derniers Jeux, il termine deuxième du contre-la-montre et quatrième de la course en ligne. Toujours sur route, il devient champion panaméricain espoirs. En fin d'année, il s'adjuge une victoire importante sur l'omnium à Londres, lors de la deuxième manche de la Coupe du monde sur piste.
Il se révèle lors de la saison 2015 avec deux victoires au sprint lors du Tour de San Luis, devant le favori Mark Cavendish,.

### Quick-Step: 2016-2018
En 2016, Fernando Gaviria intègre la formation belge Etixx-Quick Step, où il était stagiaire. Il gagne le contre-la-montre par équipes et la deuxième étape du Tour de San Luis au sprint devant le champion du monde Peter Sagan. Au cours de la cinquième étape, il chute et se fracture le radius gauche. Moins d'un mois plus tard, il reprend la compétition dans le sud de la France, lors du Tour du Haut-Var. Après à peine cinq jours de compétition, il renoue avec le succès, en s'adjugeant la dernière étape du Tour La Provence. Puis il prend la direction de Londres et des Mondiaux sur piste, début mars. Il y conserve son titre de champion du monde de l'omnium, faisant de lui un favori pour l'or à Rio, où il termine 4e . Cependant, il reste focalisé sur son programme sur route, passant par Tirreno-Adriatico, Milan-San Remo et les classiques belges. Lors de la course des deux mers, première épreuve World Tour qu'il dispute, il s'impose dans la troisième étape, démontrant là encore ses qualités de sprinteur. Puis il échoue à cause d'une chute spectaculaire dans la ligne droite finale de Milan-San Remo avant de se classer sixième de Gand-Wevelgem. Initialement annoncé au départ de plusieurs courses en mai, il ne peut y participer en raison d'une fracture d'un doigt à la fin du mois d'avril qui est traitée par chirurgie. En fin de saison, il remporte sa première classique sur Paris-Tours, en anticipant le sprint par une attaque à 800 m de la ligne, et fait figure de sérieux outsider aux Championnats du monde de Doha, où il est cependant contraint à l'abandon.

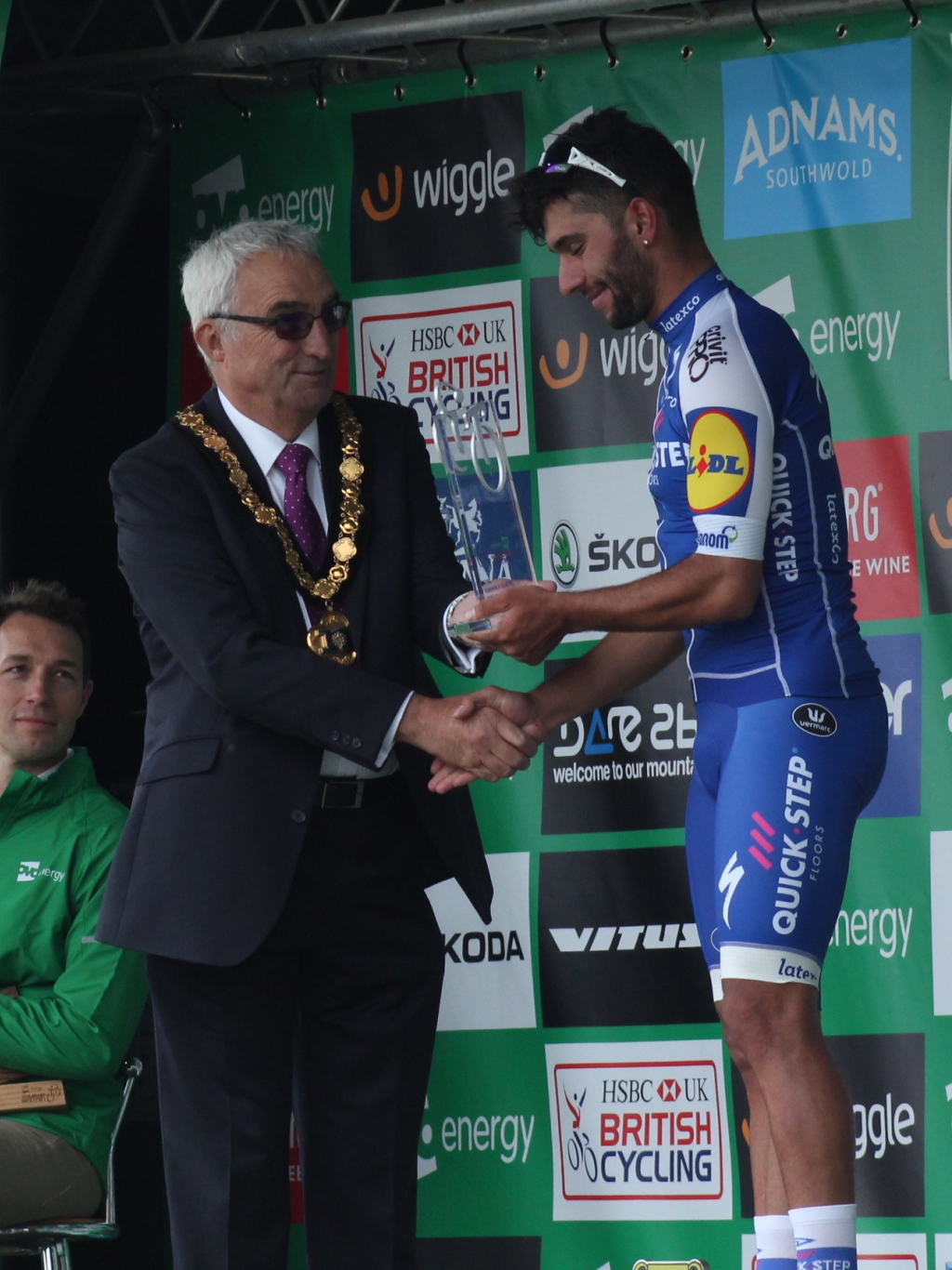
Gaviria après avoir remporté la 4e étape du Tour de Grande-Bretagne 2017.

En récompense de ces résultats, Etixx-Quick Step décide de lui faire participer pour la première fois à un grand tour à l'occasion du Tour d'Italie 2017. En remportant quatre étapes sur ce Giro, il devient le cycliste colombien ayant remporté le plus d'étapes dans l'histoire du grand tour italien. Il est également lauréat du maillot cyclamen du classement par points. À l'instar de Julian Alaphilippe et Maximiliano Richeze, le coureur colombien fait le choix de prolonger son contrat avec Quick-Step Floors en août. Il termine sa saison par quatre victoires d'étapes sur la dernière course UCI World Tour de la saison, le Tour du Guangxi.
Il annonce son intention de participer en 2018 aux classiques flandriennes, en particulier le Tour des Flandres et Paris-Roubaix, ainsi qu'à son premier Tour de France. Il commence sa saison avec des victoires d'étapes au Tour de San Juan et lors de la nouvelle course par étapes colombienne Colombia Oro y Paz. En mars, il se fracture le premier métacarpe de la main gauche en tombant durant Tirreno-Adriatico. Il est par conséquent absent des classiques. Il reprend la compétition au Tour de Romandie, fin avril. Il remporte deux étapes lors du Tour de France.

### UAE Emirates: 2019-2022
Fin 2018, il choisit de quitter la formation Quick-Step Floors pour rejoindre la formation UAE Emirates, il y signe pour 3 ans. En 2019, il prend part au Tour d'Italie, où il gagne la troisième étape, après le déclassement pour sprint irrégulier d'Elia Viviani.
En 2020, il souhaite faire des grandes classiques son principal objectif. Cependant, en début d'année, il est contaminé par le Covid-19 lors du Tour des Émirats arabes unis et est hospitalisé pendant près d'un mois à l'hôpital d'Abou Dhabi,. Avec l'arrêt des courses, il rentre chez lui en Colombie. Fin août, il fait son retour à la compétition au Tour de Burgos et gagne notamment la 2e étape. Par la suite, il remporte une étape du Tour du Limousin-Nouvelle-Aquitaine et le Tour de Toscane. Sur le Tour d'Italie repoussé en octobre, il n'obtient aucun résultat notable, sa meilleure place étant septième de la onzième étape. Avant le départ de la 16e étape, il est à nouveau testé positif au Covid-19 et doit quitter l'épreuve.
En 2022, Gaviria commence sa saison au Moyen-Orient, remportant en février deux victoires d'étapes au Tour d'Oman. Alors qu'il doit participer au Tour des Émirats arabes unis, pays d'attache de son équipe, il est contraint d'y renoncer à la suite d'un test positif au SARS-CoV-2. C'est la troisième fois qu'il est touché par le Covid depuis 2020. De retour le 26 février lors du Circuit Het Nieuwsblad, il y subit une chute lui causant une fracture à une clavicule. Le 1er mai, il termine deuxième d'Eschborn-Francfort, battu au sprint par Sam Bennett. Engagé ensuite sur le  Tour d'Italie, il passe proche de la victoire (deux fois deuxième, une fois troisième) et se classe deuxième du classement par points. En fin de saison, il n'obtient aucun résultat notable et est critiqué par Joxean Fernández Matxín, le manager de l'équipe UAE Emirates, qui remet en question la « concentration et la motivation » du coureur colombien qu'il considère pourtant comme l'un des 5 ou 6 meilleurs sprinteurs.

### Movistar: 2023-...
Fernando Gaviria signe à la mi-octobre avec la formation World Tour Movistar pour la saison 2023. Le 25 janvier 2023, il met fin à une série de 344 jours sans victoire en remportant au sprint la quatrième étape du Tour de San Juan devant Peter Sagan et Filippo Ganna, sa 50e victoire en carrière. Il s'empare du maillot de leader du tour qu'il porte pendant une étape. Le 30 avril, il gagne à Genève la cinquième et dernière étape du Tour de Romandie. Après avoir disputé la 106e édition du Tour d'Italie dans l'anonymat du peloton, Gaviria annonce, qu'avec l'accord de son équipe, il retourne sur la piste pour tenter de se qualifier pour les Jeux olympiques de Paris. En juin, il décroche quatre médailles d'argent aux championnats panaméricains, à chaque fois battu par Dylan Bibic.
Movistar annonce en octobre la prolongation du contrat de Gaviria jusqu'en fin d'année 2024.
Le 6 février 2024, Gaviria remporte l'étape d'ouverture du Tour Colombia à domicile devançant au sprint Davide Persico et Mark Cavendish.
Sélectionné pour le Tour de France, il se classe deuxième de la troisième étape avant d'abandonner lors de la dix-septième étape.

## Palmarès sur route

### Par années
| - 2012 - Champion de Colombie du contre-la-montre juniors - 2013 - Médaillé d'or de la course en ligne aux Jeux bolivariens - 2014 - Champion panaméricain sur route espoirs - 1re et 2e étapes de la Vuelta al Valle del Cauca - Prologue et 3e étape de la Clásica de Rionegro - 6e étape du Tour de Colombie espoirs - 1re étape de la Clásica de Girardot - Médaillé d'argent du contre-la-montre aux Jeux d'Amérique centrale et des Caraïbes - 2015 - 1re et 3e étapes du Tour de San Luis - 3e étape de la Clásica de El Carmen de Viboral - 1re (contre-la-montre par équipes) et 2e étapes du Czech Cycling Tour - 4e étape du Tour de Grande-Bretagne - 2016 - Vainqueur de la Coupe de Belgique espoirs - 1re (contre-la-montre par équipes) et 2e étapes du Tour de San Luis - 3e étape du Tour La Provence - 3e étape de Tirreno-Adriatico - 2e et 4e étapes du Tour de Pologne - Grand Prix Impanis-Van Petegem - Paris-Tours - 2e du championnat des Flandres - 2e du Tour du Piémont - 6e de Gand-Wevelgem - 2017 - 1re et 4e étapes du Tour de San Juan - 1re étape du Tour de l'Algarve - 6e étape de Tirreno-Adriatico - Tour d'Italie : - Classement par points - 3e, 5e, 12e et 13e étapes - 4e étape du Tour de Grande-Bretagne - Championnat des Flandres - 1re, 2e, 3e et 6e étapes du Tour du Guangxi - 5e de Milan-San Remo - 8e du championnat du monde sur route - 9e de Gand-Wevelgem | - 2018 - 1re étape du Tour de San Juan - 1re, 2e et 3e étapes du Colombia Oro y Paz - 1re, 5e et 7e étapes du Tour de Californie - 1re et 4e étapes du Tour de France - 2019 - 1re et 4e étapes du Tour de San Juan - 2e étape de UAE Tour - 3e étape du Tour d'Italie - 1re et 5e étapes du Tour du Guangxi - 2e des Trois Jours de Bruges-La Panne - 2020 - 2e, 4e et 7e étapes du Tour de San Juan - 2e étape du Tour de Burgos - 2e étape du Tour du Limousin-Nouvelle-Aquitaine - Tour de Toscane - 2021 - 3e étape du Tour de Pologne - 3e du Grand Prix de Fourmies - 2022 - 1re et 6e étapes du Tour d'Oman - 2e d'Eschborn-Francfort - 2023 - 4e étape du Tour de San Juan - 5e étape du Tour de Romandie - 2e de Milan-Turin - 2024 - 1re étape du Tour Colombia |  |

### Résultats sur les grands tours

#### Tour de France
2 participations
- 2018 : abandon (12e étape), vainqueur des 1re et 4e étapes,  maillot jaune pendant 1 jour
- 2024 : abandon (17e étape)

#### Tour d'Italie
7 participations
- 2017 : 129e,  vainqueur du classement par points, vainqueur des 3e, 5e, 12e et 13e étapes,  maillot rose pendant 1 jour
- 2019 : abandon (7e étape), vainqueur de la 3e étape
- 2020 : non-partant (16e étape)
- 2021 : 109e
- 2022 : 128e
- 2023 : 118e
- 2024 : 137e

#### Tour d'Espagne
1 participation
- 2019 : 147e

### Classiques et grands championnats
| AB    | Abandon                | HD             | Hors-délais    | -             | Pas de participation | ×             | Pas d'épreuve           |                  |                          |             |
| Année | Circuit Het Nieuwsblad | Strade Bianche | Milan-San Remo | Gand-Wevelgem | Tour des Flandres    | Paris-Roubaix | Grand Prix de Francfort | Bretagne Classic | Mondial- Course en ligne | Paris-Tours |
| 2016  | -                      | -              | 79e            | 6e            | -                    | -             | -                       | -                | AB                       | Vainqueur   |
| 2017  | -                      | -              | 5e             | 9e            | -                    | -             | AB                      | -                | 8e                       | 28e         |
| 2018  | 86e                    | 49e            | -              | -             | -                    | -             | 25e                     | AB               | -                        | -           |
| 2019  | -                      | AB             | 16e            | 21e           | 78e                  | AB            | -                       | -                | -                        | -           |
| 2020  | -                      | -              | 91e            | -             | -                    | ×             | ×                       | AB               | -                        | -           |
| 2021  | -                      | -              | 113e           | -             | -                    | AB            | -                       | -                | AB                       | -           |
| 2022  | AB                     | -              | -              | -             | -                    | -             | 2e                      | -                | -                        | AB          |
| 2023  | -                      | -              | 129e           | AB            | -                    | -             | -                       | -                | AB                       | -           |
| 2024  | -                      | -              | -              | AB            | -                    | -             | -                       |                  |                          |             |

### Classements mondiaux
| Année                                 | 2014  | 2015 | 2016 | 2017 | 2018 | 2019 | 2020 | 2021 | 2022 | 2023 | 2024 |
| ------------------------------------- | ----- | ---- | ---- | ---- | ---- | ---- | ---- | ---- | ---- | ---- | ---- |
| UCI World Tour                        |       |      | 88e  | 29e  | 71e  |      |      |      |      |      |      |
| Classement mondial                    |       |      | 42e  | 27e  | 79e  | 89e  | 118e | 185e | 156e | 152e | 135e |
| UCI Europe Tour                       | 1057e | 259e | 13e  | 108e | 960e |      |      |      |      |      |      |
| UCI America Tour                      | 18e   | 48e  | 190e | 124e | 63e  | 7e   | 10e  | 15e  | 15e  | 13e  | 17e  |
|                                       |       |      |      |      |      |      |      |      |      |      |      |
| Légende : nc = non classéSource : UCI |       |      |      |      |      |      |      |      |      |      |      |

## Palmarès sur piste

### Jeux olympiques
- Rio 2016
  - 4e de l'omnium

### Championnats du monde
- Saint-Quentin-en-Yvelines 2015
  -  Champion du monde de l'omnium
  - 12e de la poursuite par équipes
- Londres 2016
  -  Champion du monde de l'omnium
  - 6e de l'américaine (avec Jordan Parra)[39]

### Coupe du monde
- 2014-2015
  - 1er de l'omnium à Londres

### Championnats du monde juniors
- Invercargill 2012
  -  Champion du monde de l'américaine juniors (avec Jordan Parra)
  -  Champion du monde de l'omnium juniors

### Championnats panaméricains
- Mexico 2013
  -  Médaillé d'or de l'omnium
  -  Médaillé d'argent de la poursuite par équipes  (avec Jhonathan Restrepo, Sebastián Molano et Jordan Parra)
- San Juan 2023
  -  Médaillé d'argent de la poursuite par équipes
  -  Médaillé d'argent de l'américaine
  -  Médaillé d'argent de l'omnium
  -  Médaillé d'argent de la course à l'élimination

### Jeux panaméricains
- Toronto 2015
  -  Médaillé d'or de la poursuite par équipes  (avec Jhonathan Restrepo, Juan Esteban Arango et Arles Castro)
  -  Médaillé d'or de l'omnium

### Jeux sud-américains
- Santiago 2014
  -  Médaillé d'or de l'omnium

### Jeux d'Amérique centrale et des Caraïbes
- Veracruz 2014
  -  Médaillé d'or de l'omnium

### Championnats de Colombie
- Medellín 2013
  -  Médaillé d'argent de l'omnium[40].